# Jadebusen
Jadebusen – płytka zatoka Morza Północnego, u wybrzeża Niemiec, w Dolnej Saksonii, w granicach Parku Narodowego Dolnosaksońskiego Morza Wattowego. Powierzchnia zatoki wynosi 190 km².
Zatoka powstała w średniowieczu, w wyniku zalania nisko leżących terenów podczas sztormów na Morzu Północnym, w szczególności podczas powodzi św. Juliany (1164), pierwszej i drugiej powodzi św. Marcelego (1219, 1362) oraz powodzi św. Antoniego (1511). Budowa wałów ziemnych w XVI i XVII wieku pozwoliła uregulować brzegi zatoki, która uzyskała wówczas swój obecny kształt.
U wejścia do zatoki, po zachodniej stronie usytuowane jest miasto portowe Wilhelmshaven. Kanał Ems-Jade-Kanal (otwarty w 1887) łączy Jadebusen z zatoką Dollart, u ujścia rzeki Ems. Do zatoki uchodzi kilka niewielkich rzek, w tym Jade.
Występują tu pływy morskie, których skok w okresie wiosennym sięga 4,1 m i jest największym obserwowanym na terenie Niemiec.